# Tatranský národní park
Tatranský národní park (slovensky Tatranský národný park, zkráceně TANAP) je nejstarší z devíti národních parků na Slovensku. Leží v pohoří Tatry na severu Slovenska při hranicích s Polskem. Na polské straně na něj navazuje menší Tatrzański Park Narodowy.
Národní park se rozprostírá na ploše 738 km², jeho ochranné pásmo zabírá 307 km², to je dohromady 1045 km². V parku je celkem 600 km turistických stezek a 16 značených a udržovaných cyklistických tras. Nachází se zde nejvyšší vrcholy Slovenska, nejvyšší je Gerlachovský štít (2655 m). Park je významný pro svoji rozmanitou faunu a flóru s mnoha endemity, včetně tatranských kamzíků a svišťů.

## Vznik parku a jeho historie

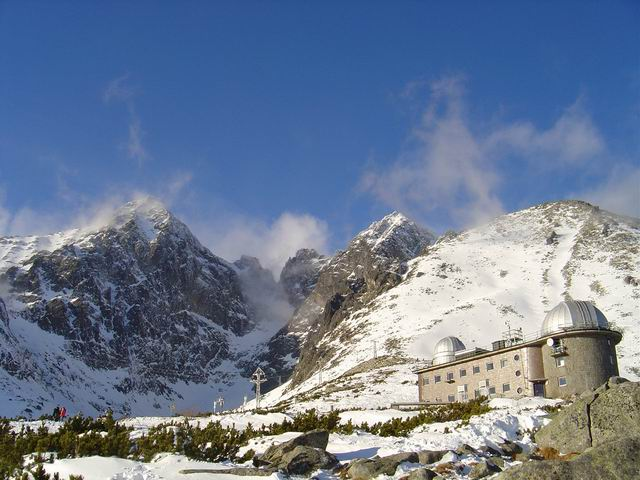
Observatoř Skalnaté pleso

Park byl zřízen 1. ledna 1949. Je nejstarším národním parkem vzniklým v tehdejším Československu (tedy i na dnešním Slovensku). V roce 1987 byly ke stávajícímu parku přidruženy Západní Tatry. Roku 1993 se stal TANAP biosférickou rezervací UNESCO. V roce 2003 byly upraveny hranice území parku a ochranného pásma. Od roku 2004 je park součástí sítě evropsky významných lokalit Natura 2000.
Správu TANAP vedl v letech 2007–2023 Pavol Majko. Ředitelem Správy TANAP se stal v prosinci 2023 v neveřejném výběrovém řízení Peter Olexa, na kterého v lednu 2024 vyšlo najevo, že byl 2014 odsouzen za pytláctví.

## Geografie
Národní park zahrnuje oba nejvyšší podcelky Tater, Západní i Východní Tatry. Západní Tatry se dělí na Osobitou, Roháče, Sivý vrch, Liptovské Tatry, Liptovské Kopy a Červené vrchy, Východní Tatry se skládají z Vysokých Tater a Belianských Tater. Západní část Tatranského národního parku leží v Žilinském kraji a východní část v Prešovském kraji.
V parku se nachází více než sto horských ples. Největší je Veľké Hincovo pleso, které zabírá 0,2 km². Prostor u Štrbského plesa je hranicí mezi dvěma úmořími. Na východ teče řeka Poprad, která patří do úmoří Baltského moře. Na východě pramení přítoky Váhu, který náleží k úmoří Černého moře. Mezi nejznámější vodopády parku patří Studenovodské vodopády, Kmeťov vodopád, Vajanského vodopád, Roháčsky vodopád a Vodopád Skok. Nejvyšším bodem parku je Gerlachovský štít. Je nejvyšším bodem Slovenska, Tater a celých Karpat. Nejvyšší horou Západních Tater je Bystrá (2248 m n. m.) a nejvyšší horou Belianských Tater Havran (2152 m n. m.). V parku je víc než 300 jeskyní, ale pouze Belianska jeskyně blízko obce Lendak je zpřístupněna pro veřejnost. Doposud nejdelší objevený jeskynní systém má jeskyně Javorinka.

## Biologie a ekologie

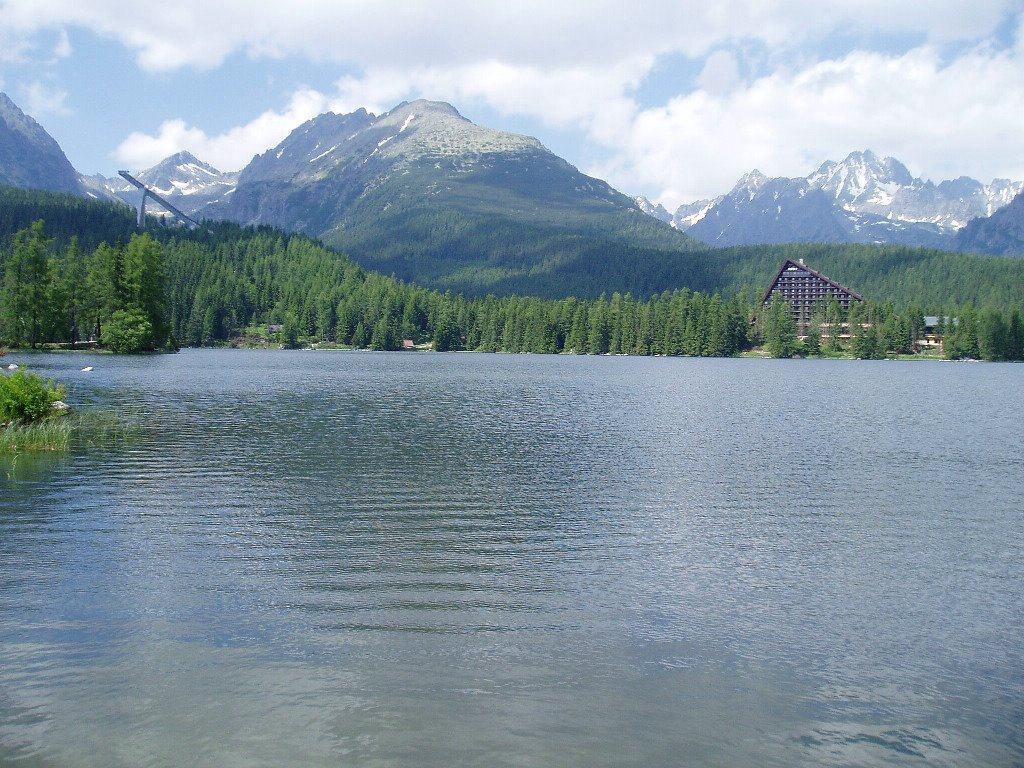
Štrbské pleso

Geologické složení, půdní vlastnosti a klimatické podmínky přispívají k originální flóře a fauně v parku.

### Flóra
Téměř dvě třetiny parku jsou zalesněny, převážně smrkem a jedlí. Nejrozšířenějším stromem je smrk ztepilý následovaný borovicí lesní, borovicí limbou, modřínem opadavým a borovicí kleč. Listnaté stromy, zejména javory, rostou hlavně v Belianských Tatrách.
V parku roste více než 1300 cévnatých rostlin, 57 z nich neroste nikde jinde než v Karpatech, 41 roste pouze v Západních Karpatech a 37 pouze v Tatrách. Významnými endemity jsou Erysimum wahlenbergii, Cochlearia tatrae, Erigeron hungaricus a další.

### Fauna
V parku žije 155 druhů ptáků, 42 druhů savců, 8 druhů plazů a 3 druhy obojživelníků. Domov zde má také mnoho bezobratlých.
Ze savců zde žije například medvěd hnědý, svišť horský, kamzík horský a rys ostrovid.